# Sandee Pyne
Sandee Pyne é uma empresária americana que foi reconhecida pela BBC em 2014 como uma das 100 Women Change makers. Ela é Coach de Liderança credenciada pela ICF e Praticante de Gestão de Mudanças Organizacionais. Sandee trabalha com os setores privado e sem fins lucrativos, incluindo agências da ONU, fundações e líderes individuais.

## Vida
Sandee Payne foi criada na Tailândia, embora tenha nascido em Myammar. Ela era uma apátrida. Ela tem mestrado pela Universidade de Georgetown e doutorado. em Política de Educação Internacional pela Universidade de Maryland, College Park.[carece de fontes?]
Sandee Payne é certificada em coaching sistêmico de equipe e baseado no cérebro, com clientes na Ásia, Austrália, Europa e Estados Unidos. Antes do coaching, ela trabalhou no setor de desenvolvimento internacional em áreas com conflitos prolongados e desafios de governança intratáveis.[carece de fontes?]
Ela foi CEO de uma organização não-governamental internacional na Califórnia com programas na Ásia.[carece de fontes?]

## Reconhecimento
Em 2014, Sandee foi reconhecida por seu trabalho com mulheres em Myanmawr, quando foi nomeada uma das 100 mulheres da BBC.